# Igor' Kudelin
Igor' Aleksandrovič Kudelin (in russo Игорь Александрович Куделин?; Taganrog, 10 agosto 1972) è un ex cestista e allenatore di pallacanestro russo.
Alto 195 cm per 88 kg di peso, ricopriva il ruolo di guardia tiratrice.

## Carriera
Ha vestito per undici anni la divisa del CSKA Mosca, vincendo nove campionati russi e una Lega NEBL. Ha in seguito militato nell'UNICS Kazan' e nel Lokomotiv Rostov, in Russia; nel 2007, dopo aver giocato nel Prostějov, in Repubblica Ceca, si è ritirato dall'attività.
Con la Nazionale russa ha preso parte a quattro edizioni del campionato europeo e a due del campionato del mondo.

## Palmarès
- Campionato russo: 9

CSKA Mosca: 1992, 1992-93, 1993-94, 1994-95, 1995-96, 1996-97, 1997-98, 1998-99, 1999-2000
- Coppa di Russia: 1

UNICS Kazan': 2002-03